# Falniów-Wysiołek
Falniów-Wysiołek est une localité polonaise de la gmina et powiat de Miechów en voïvodie de Petite-Pologne.